# つれゲー
『つれゲー』は、つくばテレビ（#30以降はテンフィート）が制作、アイドル専門チャンネルPigooで放送されていたゲーム番組である。本頁ではDVDのみ展開している男性声優版つれゲーについても取り上げる。

## 概要
2名の女性声優を出演者として呼び、一組ごとにそれぞれ一本のゲームを取り上げ、トークを交えながら2人でそのゲームを攻略していく様を放送する、いわゆる「ゲーム実況プレイ」をする番組。放送中は、ゲーム以外にも着替えなどの小休憩イベントを挟む。
2011年1月以降の放送日時は、当月の前半は前の月に放送された内容が再放送がなされ、その月の中頃から最新版が放送されるという番組編成が取られてある。
ゲーム画面においてリリース当時と現在の社名が異なる場合は「ゲーム画面の権利表記は発売当時のものです」と表示される。
制作スケジュール上の関係で放送されない月もある（2011年3月と2013年4月）。2012年3月まではエンタ!371でも放送されていたが、つくばテレビの番組編成における方針変更に伴い同年4月からはPigooHD（現・アイドル専門チャンネルPigoo）のみの放送となる。
2014年11月18日放送分を最後に不定期放送になり、2015年4月中旬より、金元寿子と赤﨑千夏による『セプテントリオン〜Out of the Blue〜』が放送され、2015年11月より、清水愛と門脇舞以による『バイオハザード HDリマスター』が放送された。

## 放送日・企画
| 回 | 放送日（初回） | 出演者                | 放送に使われたゲーム及び内容                          | ゲーム攻略 |
| -- | -------------- | --------------------- | ----------------------------------------------------- | ---------- |
| 1  | 2010年12月18日 | 佐藤利奈 新井里美     | 絶体絶命都市2 -凍てついた記憶たち-（前編）            | 成功       |
| 2  | 2011年1月17日  | 佐藤利奈 新井里美     | 絶体絶命都市2 -凍てついた記憶たち-（中編）            | 成功       |
| 3  | 2011年2月20日  | 佐藤利奈 新井里美     | 絶体絶命都市2 -凍てついた記憶たち-（後編）            | 成功       |
| 4  | 2011年4月16日  | 松来未祐 阿澄佳奈     | 恐怖体感 呪怨（前編）                                 | 成功       |
| 5  | 2011年5月16日  | 松来未祐 阿澄佳奈     | 恐怖体感 呪怨（中編）                                 | 成功       |
| 6  | 2011年6月16日  | 松来未祐 阿澄佳奈     | 恐怖体感 呪怨（後編）                                 | 成功       |
| 7  | 2011年7月16日  | 新谷良子 後藤邑子     | 零 zero（前編）                                       | 失敗       |
| 8  | 2011年8月17日  | 新谷良子 後藤邑子     | 零 zero（中編）                                       | 失敗       |
| 9  | 2011年9月17日  | 新谷良子 後藤邑子     | 零 zero（後編）                                       | 失敗       |
| 10 | 2011年10月17日 | 佐藤聡美 三上枝織     | トゥルー・ラブストーリー〜Remember My Heart〜（前編） | 成功       |
| 11 | 2011年11月16日 | 佐藤聡美 三上枝織     | トゥルー・ラブストーリー〜Remember My Heart〜（中編） | 成功       |
| 12 | 2011年12月16日 | 佐藤聡美 三上枝織     | トゥルー・ラブストーリー〜Remember My Heart〜（後編） | 成功       |
| 13 | 2012年1月16日  | 明坂聡美 日高里菜     | 喧嘩番長（前編）                                      | 失敗       |
| 14 | 2012年2月18日  | 明坂聡美 日高里菜     | 喧嘩番長（中編）                                      | 失敗       |
| 15 | 2012年3月17日  | 明坂聡美 日高里菜     | 喧嘩番長（後編）                                      | 失敗       |
| 16 | 2012年4月16日  | 新谷良子 後藤邑子     | 零 zero（続・前編）                                   | 成功       |
| 17 | 2012年5月16日  | 新谷良子 後藤邑子     | 零 zero（続・中編）                                   | 成功       |
| 18 | 2012年6月16日  | 新谷良子 後藤邑子     | 零 zero（続・後編）                                   | 成功       |
| 19 | 2012年7月16日  | 伊藤静 生天目仁美     | クロックタワーゴーストヘッド（前編）                  | 失敗       |
| 20 | 2012年8月18日  | 伊藤静 生天目仁美     | クロックタワーゴーストヘッド（中編）                  | 失敗       |
| 21 | 2012年9月16日  | 伊藤静 生天目仁美     | クロックタワーゴーストヘッド（後編）                  | 失敗       |
| 22 | 2012年10月17日 | 加藤英美里 福原香織   | SIREN（前編）                                         | 失敗       |
| 23 | 2012年11月16日 | 加藤英美里 福原香織   | SIREN（中編）                                         | 失敗       |
| 24 | 2012年12月16日 | 加藤英美里 福原香織   | SIREN（後編）                                         | 失敗       |
| 25 | 2013年1月16日  | 植田佳奈 桑谷夏子     | イケニエノヨル（前編）                                | 成功       |
| 26 | 2013年2月16日  | 植田佳奈 桑谷夏子     | イケニエノヨル（中編）                                | 成功       |
| 27 | 2013年3月16日  | 植田佳奈 桑谷夏子     | イケニエノヨル（後編）                                | 成功       |
| 28 | 2013年4月16日  | なし                  | 総集編（第1回から第15回までのダイジェスト版）         | なし       |
| 29 | 2013年5月17日  | 竹達彩奈 巽悠衣子     | SILENT HILL 4 THE ROOM（前編）                        | 失敗       |
| 30 | 2013年6月16日  | 竹達彩奈 巽悠衣子     | SILENT HILL 4 THE ROOM（中編）                        | 失敗       |
| 31 | 2013年7月16日  | 竹達彩奈 巽悠衣子     | SILENT HILL 4 THE ROOM（後編）                        | 失敗       |
| 32 | 2013年8月16日  | 三森すずこ 徳井青空   | かまいたちの夜（前編）                                | 成功       |
| 33 | 2013年9月16日  | 三森すずこ 徳井青空   | かまいたちの夜（中編）                                | 成功       |
| 34 | 2013年10月16日 | 三森すずこ 徳井青空   | かまいたちの夜（後編）                                | 成功       |
| 35 | 2013年11月16日 | 内田彩 大亀あすか     | 侍道4（前編）                                         | 失敗       |
| 36 | 2013年12月17日 | 内田彩 大亀あすか     | 侍道4（中編）                                         | 失敗       |
| 37 | 2014年1月17日  | 内田彩 大亀あすか     | 侍道4（後編）                                         | 失敗       |
| 38 | 2014年2月16日  | 大久保瑠美 西明日香   | SIREN2（前編）                                        | 失敗       |
| 39 | 2014年3月16日  | 大久保瑠美 西明日香   | SIREN2（中編）                                        | 失敗       |
| 40 | 2014年4月16日  | 大久保瑠美 西明日香   | SIREN2（後編）                                        | 失敗       |
| 41 | 2014年5月16日  | 原田ひとみ 五十嵐裕美 | 零 zero（再プレイ・前編）                             | 失敗       |
| 42 | 2014年6月17日  | 原田ひとみ 五十嵐裕美 | 零 zero（再プレイ・中編）                             | 失敗       |
| 43 | 2014年7月18日  | 原田ひとみ 五十嵐裕美 | 零 zero（再プレイ・後編）                             | 失敗       |
| 44 | 2014年8月16日  | なし                  | 総集編（第19回から第34回までのダイジェスト版）        | なし       |
| 45 | 2014年9月19日  | 松来未祐 儀武ゆう子   | 零 －刺青ノ聲－（前編）                               | 失敗       |
| 46 | 2014年10月17日 | 松来未祐 儀武ゆう子   | 零 －刺青ノ聲－（中編）                               | 失敗       |
| 47 | 2014年11月18日 | 松来未祐 儀武ゆう子   | 零 －刺青ノ聲－（後編）                               | 失敗       |
| 48 | 2015年4月17日  | 金元寿子 赤﨑千夏     | セプテントリオン〜Out of the Blue〜（前編）           | 失敗       |
| 49 | 2015年5月16日  | 金元寿子 赤﨑千夏     | セプテントリオン〜Out of the Blue〜（中編）           | 失敗       |
| 50 | 2015年6月19日  | 金元寿子 赤﨑千夏     | セプテントリオン〜Out of the Blue〜（後編）           | 失敗       |
| 51 | 2015年11月1日  | 門脇舞以 清水愛       | バイオハザード HDリマスター（前編）                   |            |
| 52 | 2015年12月2日  | 門脇舞以 清水愛       | バイオハザード HDリマスター（中編）                   |            |
| 53 | 2016年1月2日   | 門脇舞以 清水愛       | バイオハザード HDリマスター（後編）                   |            |
| 54 | 2016年3月3日   | 竹達彩奈 巽悠衣子     | SILENT HILL 4 THE ROOM（前編）                        | 失敗       |
| 55 | 2016年4月2日   | 竹達彩奈 巽悠衣子     | SILENT HILL 4 THE ROOM（中編）                        | 失敗       |
| 56 | 2016年5月2日   | 竹達彩奈 巽悠衣子     | SILENT HILL 4 THE ROOM（後編）                        | 失敗       |

## 男性声優版つれゲー
2013年1月31日には男性声優2人でゲームをプレイするDVDの第一弾が発売された。同年の7月17日には第二弾が発売。
- つれげーVol.1 阿部敦＆梶裕貴×エクストルーパーズ
- つれゲーVol.2 小野友樹＆江口拓也×ダブルドラゴンII ザ・リベンジ
- つれゲーVol.3 阿部敦＆岡本信彦×地球防衛軍4
- つれゲーVol.4 代永翼＆佐藤拓也×がんばれゴエモン3
- つれゲーVol.5 代永翼＆佐藤拓也×がんばれゴエモン3（続）

## エピソード
- #7の収録の際に新谷自身がその時に取り上げられた「零」シリーズのファンで、第1作から第4作まで持っており、開発元であるコーエーテクモゲームスに最新作が出たら是非出演させて欲しいとPRしていたが、当の本人は1人では怖くてゲームプレイをしていないと語った。その結果、新谷の人生において、この収録にて初めてプレイする事となった。また、後藤は元々ゲーム自体を全くしていなかったため、新谷からコントローラーの持ち方から教えてもらっていた。その後、後藤はこのプレイの後、PS2と零シリーズを全て購入したとの事（お好み後藤邑子 第54回より）。
- #32から#34の放送終了後に「ダンガンロンパ1・2 Reload」のメーカーによる公式のCMが放送された。これは「かまいたちの夜」の制作メーカーであるスパイク・チュンソフトが関わっている事や当作に収録されている「スーパーダンガンロンパ2 さよなら絶望学園」において三森が西園寺日寄子役で出演している関係からである。